# Cultura chancay

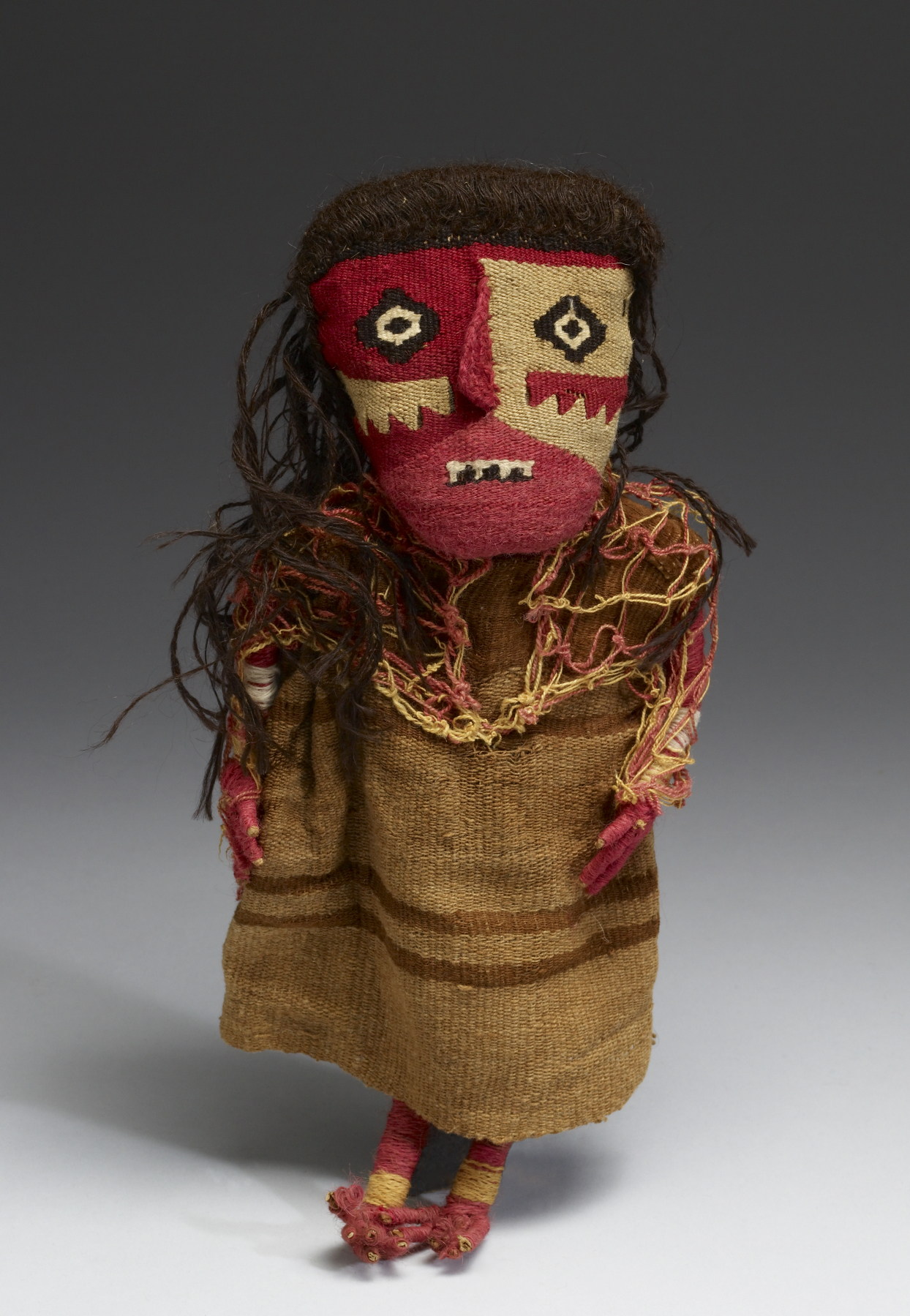
Nina de tela (cotó, llana, fusta)

Chancay fou una civilització arqueològica prehispànica que es va desenvolupar entre les valls de Fortaleza, Pativilca, Supe, Huaura, Chancay, Chillón, Rimac i Lurín, a la costa central del Perú, des de l'any 1000 fins al 1470 dC.

## Història

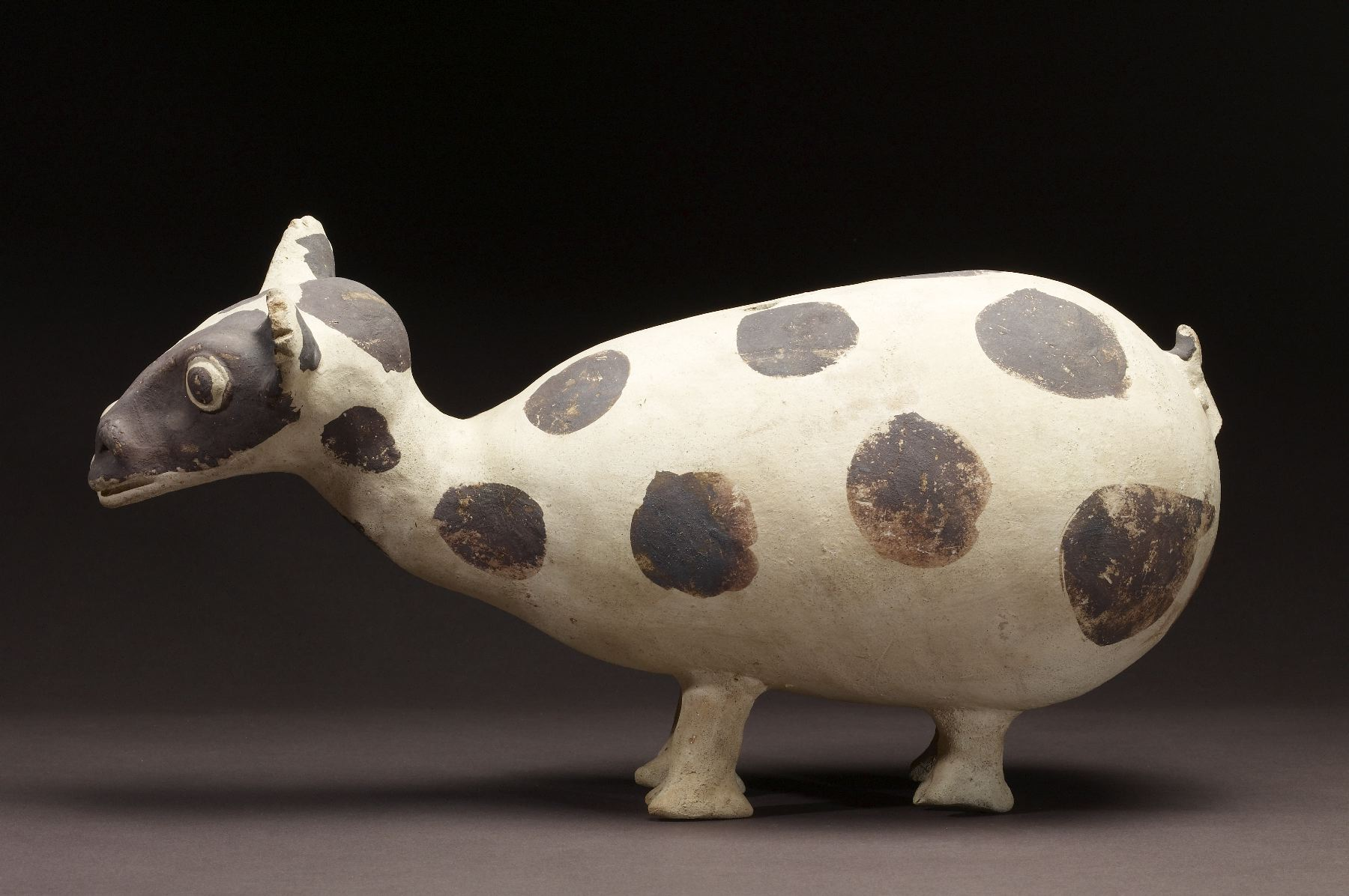
Efígie de llama (terrissa, pintat a engalba)

Poc es coneix de la civilització chancay, que es va desenvolupar a les darreries de l'Imperi Inca. Aquesta cultura va sorgir després de la caiguda de la civilització wari. Parts de la zona sud de Chancay foren conquerides pels Chimú a principis del 1400, i cap al 1450 dC els inques estaven ocupant ambdues àrees. Els chancay probablement tingueren una estructura política centralitzada formant un petit estat regional. Així, la cultura chancay va decaure a finals del segle xv, a mesura que l'Imperi Inca es va expandir a les seves terres.
Ocupant la regió costanera central del Perú, els chancay s'establiren majoritàriament a les valls de Chancay i Chillón, tot i que també ocuparen altres àrees com les valls de Rimac i Lurin. El centre de la cultura chancay estava a una vuitantena de quilòmetres al nord de Lima. És una regió desèrtica però amb valls fèrtils banyades per rius i és rica en recursos que van permetre, entre altres coses, un extens desenvolupament agrícola.
Els chancay tingueren intenses relacions comercials amb altres regions, cosa que els permeté interactuar amb altres cultures i assentaments en una àmplia àrea.

## Economia

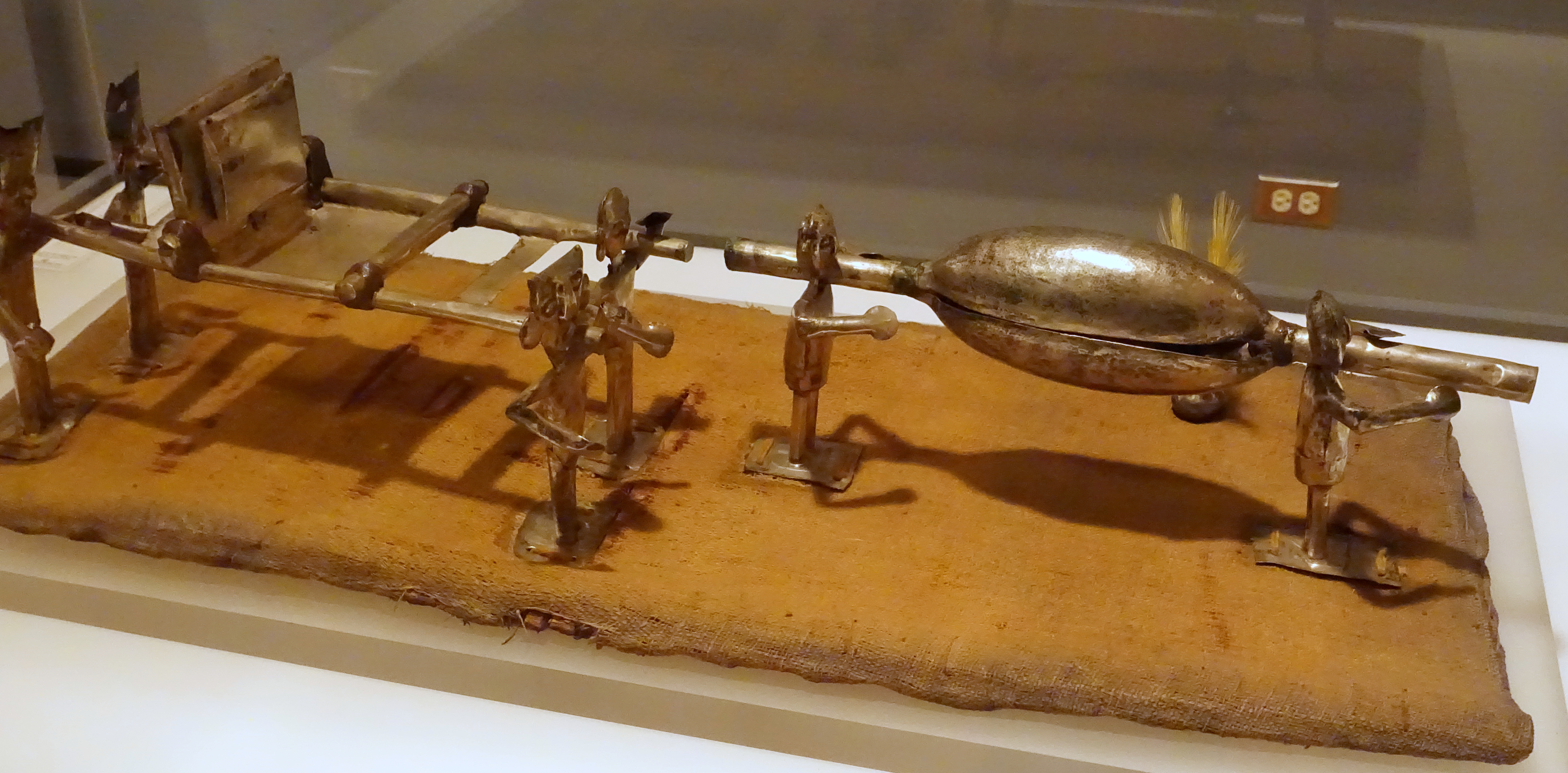
Model de processó funerària (coure platejat, cotó, canyes, plomes)

La cultura chancay basà la seva economia en l'agricultura, la pesca i el comerç. Els enginyers construïren dipòsits d'aigua i canals de reg per tal de desenvolupar l'agricultura. Com que eren a primera línia de mar, es dedicaven a la pesca tradicional tant a la costa com més enllà amb dels seus caballitos de totora, un antic tipus d'embarcació única al Perú. Els chancay també comerciaven amb altres regions per terra cap a les terres altes i la selva peruana o per mar al nord i al sud de les seves fronteres.
Els assentaments de Lauri, Lumbra, Tambo Blanco, Handrail, Pisquillo Chico i Tronconal s'especialitzaren en l'artesania produint ceràmica i tèxtils a gran escala.
La cultura chancay és la primera de les cultures peruanes que tingué una producció massiva de ceràmica, tèxtils i metalls com l'or i la plata que eren béns rituals i domèstics. També destacaren pels seus objectes tallats en fusta.
Els curacas, líders polítics, regulaven la producció dels artesans, pagesos i ramaders a més de supervisar els actes festius.

## Tèxtils

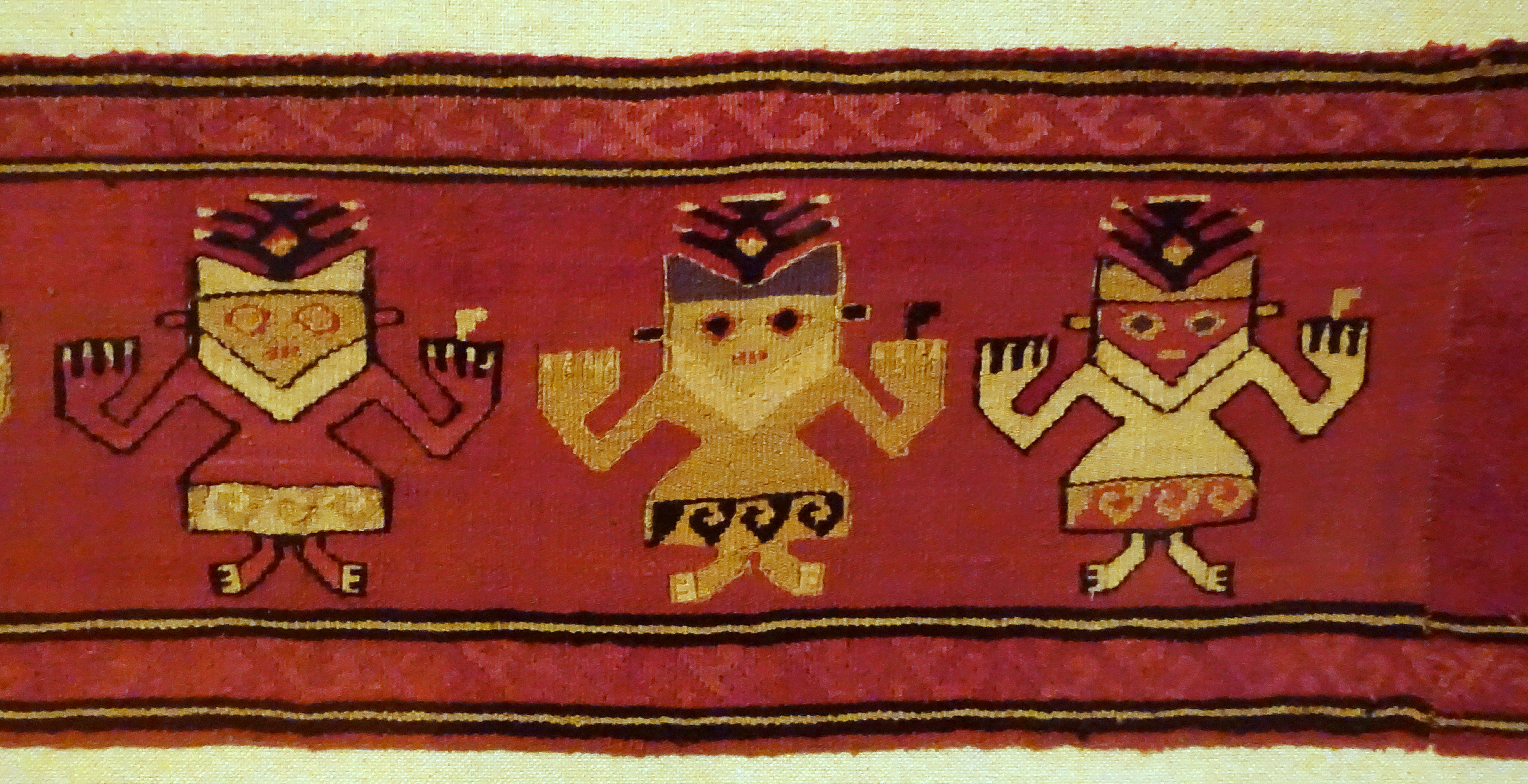
Fragment de vora del mantell de tela funerària amb figures felines antropomòrfiques

Els artefactes chancay més coneguts són els teixits que van des de peces brodades, fins a diverses menes de teixits decorats amb pintura. En l'elaboració de tèxtils usaren diverses tècniques, colors i temes. Usaren diversos colors, com ara grocs, marrons, escarlata, blanc, blau i verd.
El tipus de teixit utilitzat inclou llana de llama, cotó, gasa i plomes. La seva tècnica implicada va ser el teixit obert decorat, el brocat, el brodat i la pintura. Usaven pinzells per a pintar dissenys antropomòrfics, zoomòrfics, geomètrics i altres dissenys creatius directament sobre els llenços. Els chancay són coneguts per la qualitat dels seus tapissos pintats. Els dissenys típicament geomètrics també incloïen dibuixos de plantes, animals com peixos, gats, ocells, micos i gossos (sobretot el gos peruà sense pèl), així com figures humanes. Elaboraren algunes escultures humanes de fibra i incloïen escenes com una mare ensenyant a la seva filla a teixir en un teler. Els ocells i les divinitats que duien lligadures semblants a una mitja lluna eren una de les característiques decoratives més habituals. Produïen diversos béns com roba, bosses i màscares funeràries.

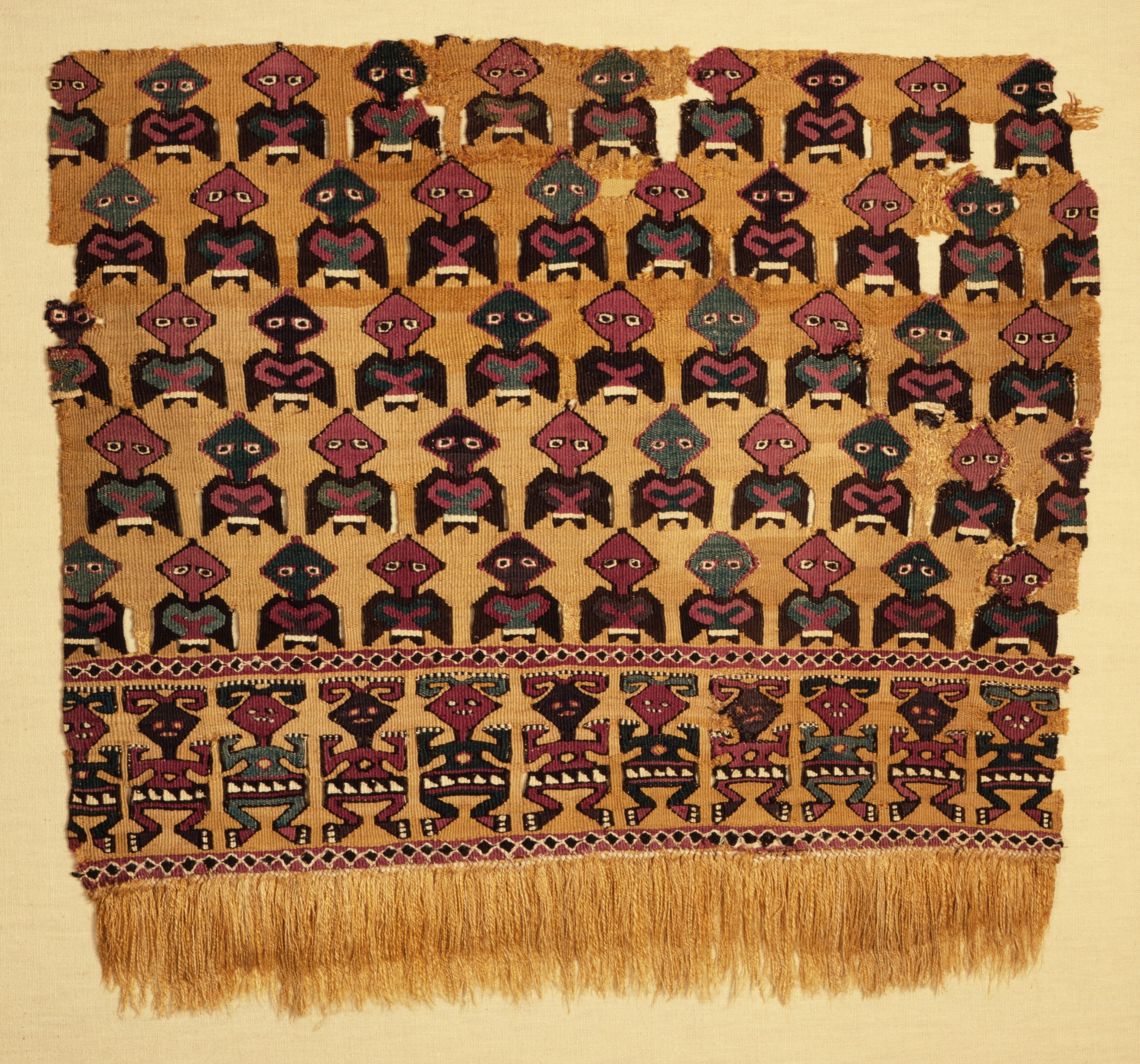
Fragment tèxtil amb disseny d'ocells i humans estilitzats

Molts tèxtils chancay han sobreviscut fins als nostres temps. Es creu que la seva producció va ser força extensa, per les quantitats que se n'han conservat. La qualitat del material tèxtil sembla ser bona, ja que es van fer amb cura.
Els chancay també fabricaven ninots i altres objectes coberts amb peces de teixit i fils diversos.

## Ceràmica

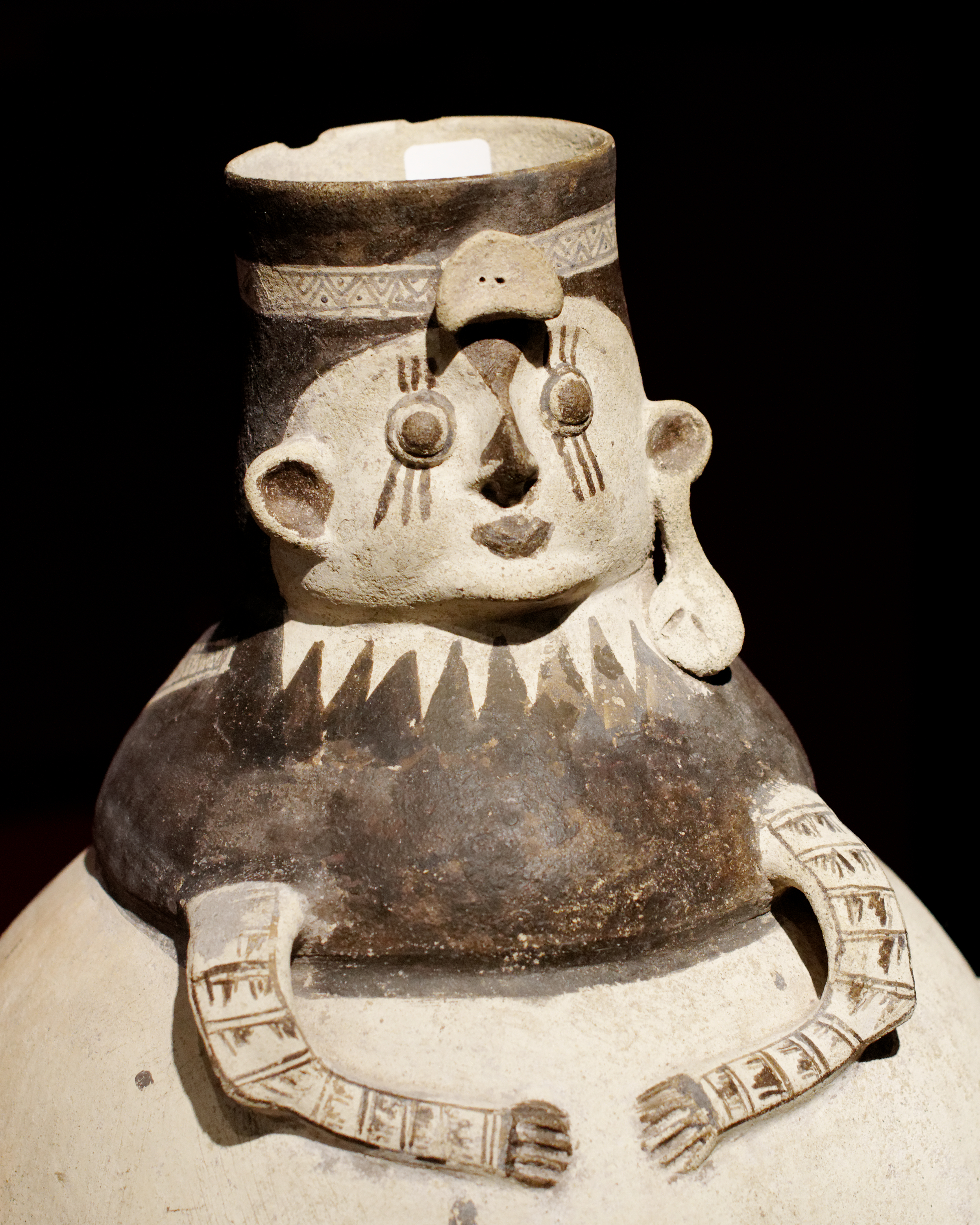
187x187px Urna antropomorfa

La ceràmica també és una característica molt comuna de la cultura chancay. Aquesta ceràmica s'ha trobat principalment als cementiris de les valls d'Ancón i Chancay, per exemple al jaciment d'Ancón. La civilització chancay va produir ceràmica a gran escala mitjançant motlles. Tanmateix, s'han trobat vasos oberts amb més de 400 tipus diferents de dibuixos que encara s'han de desxifrar, creats exclusivament per artesans.
La tècnica emprada en la creació de la ceràmica era sobre una superfície rugosa mat que després es pintava amb un color fosc, generalment negre o marró, sobre un fons més clar crema o blanc. aquesta característica fosca sobre llum es coneix com a negre sobre blanc.

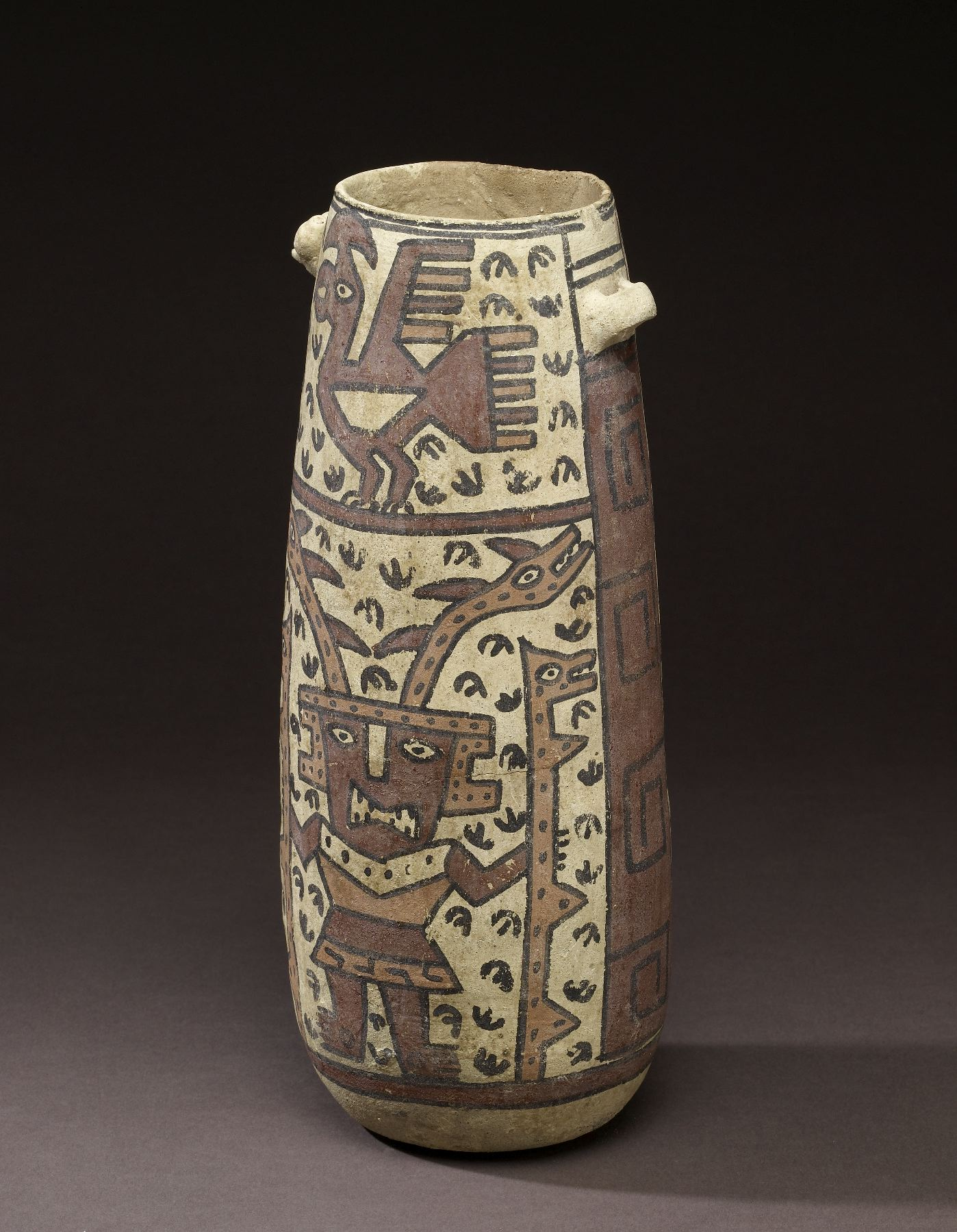
Vas ceràmic (ceràmica engalbada)

Els vasos solen ser grans i de forma peculiar. Els pots en forma d'ou són alguns dels més comuns. També feren ninots de ceràmica o figuretes femenines. Normalment eren nines grans d'aspecte femení fetes d'argila. Les cares i de vegades les parts superiors del cos estan profusament ornamentades amb diferents formes geomètriques. Les empremtes de teixits en algunes efígies humanes de ceràmica demostren que les figures humanes, sovint pintades nues amb art corporal, anaven vestides amb roba real, atorgant-los realitat i energia vital. Els ulls s'accentuaven amb una línia a cada costat i els braços solien ser curts. Aquestes ornamentacions geomètriques són molt comunes a la ceràmica chancay.
Altres recipients de ceràmica habituals eren gerres oblongues de coll estret i boca ampla, amb dibuixos de rostres humans i formes geomètriques pintades amb la tècnica de negre sobre crema. Altres formes d'animals habituals són els ocells o les llames. Una altra classe comuna d'artefactes eren els cuchimilcos, petits ídols dempeus amb forma humana amb mandíbules prominents, ulls amples pintats de negre i genitals modelats prominents. Aquestes figures destaquen especialment per la seva posició corporal inusual, que es caracteritza per tenir els braços estesos cap amunt amb els palmells que s'enfronten a l'espectador. Les palmes solen estar ennegrides.

## Fusteria

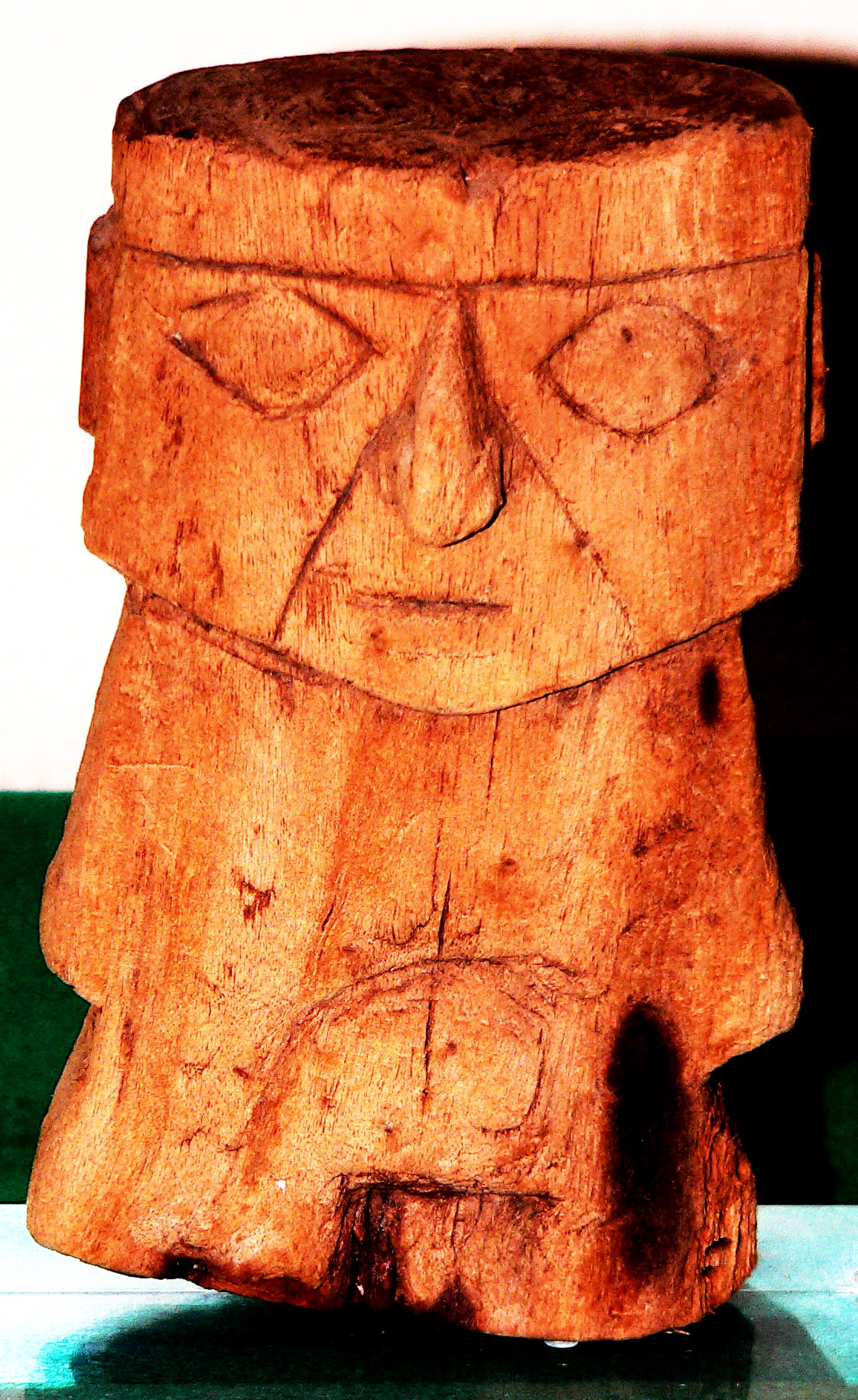
ídol de fusta.

Les talles de fusta realitzades pels chancay es caracteritzen per la seva senzillesa i sobrietat i l'ús de formes de la natura, força oposades a la sofisticació del seu art tèxtil. A partir de la fusta elaboraven estris d'ús quotidià, estàtues i objectes decoratius, alguns dels quals pintaven. Utilitzant la fusta del seu desert costaner, els chancay van tallar objectes grossos i petits, finament gravats amb motius que reflectien el medi marí, com ocells marins i vaixells.

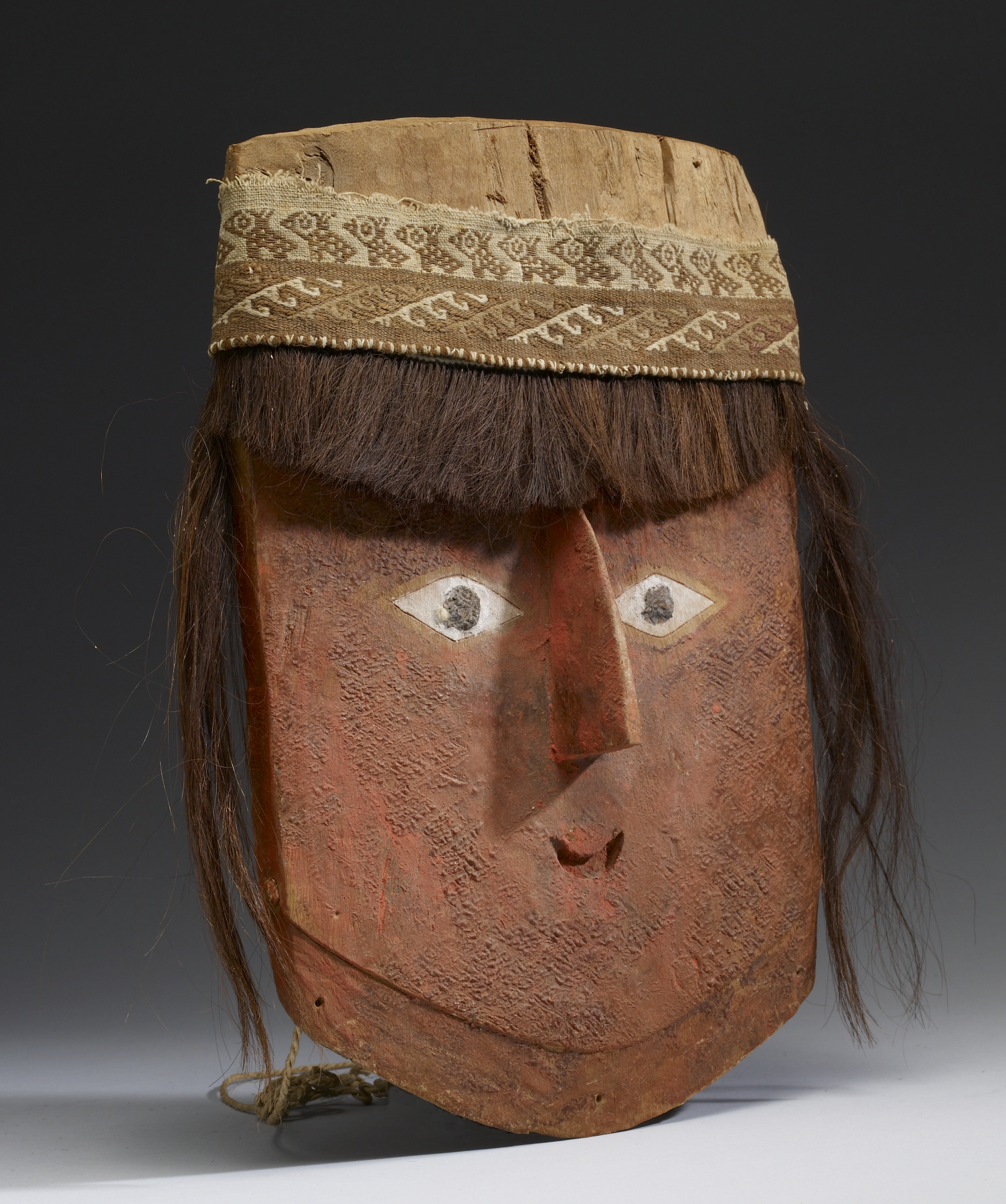
Màscara de mòmia amb perruca

També fabricaven eines per al treball tèxtil, en explotacions agrícoles i pesqueres, així com diversos objectes per al culte i per distingir l'estatus social de la població.
Els caps humans tallats a la fusta eren habituals. S'utilitzaven per coronar les mòmies de dignataris importants, com a senyal de la seva condició de divinitat o avantpassat mític, que adquirien després de la mort. Les imatges humanes a la fusta també podrien ser indicadors del poder polític, sobretot quan estaven tallades en pals o porres de comandament.

## Arquitectura i organització social

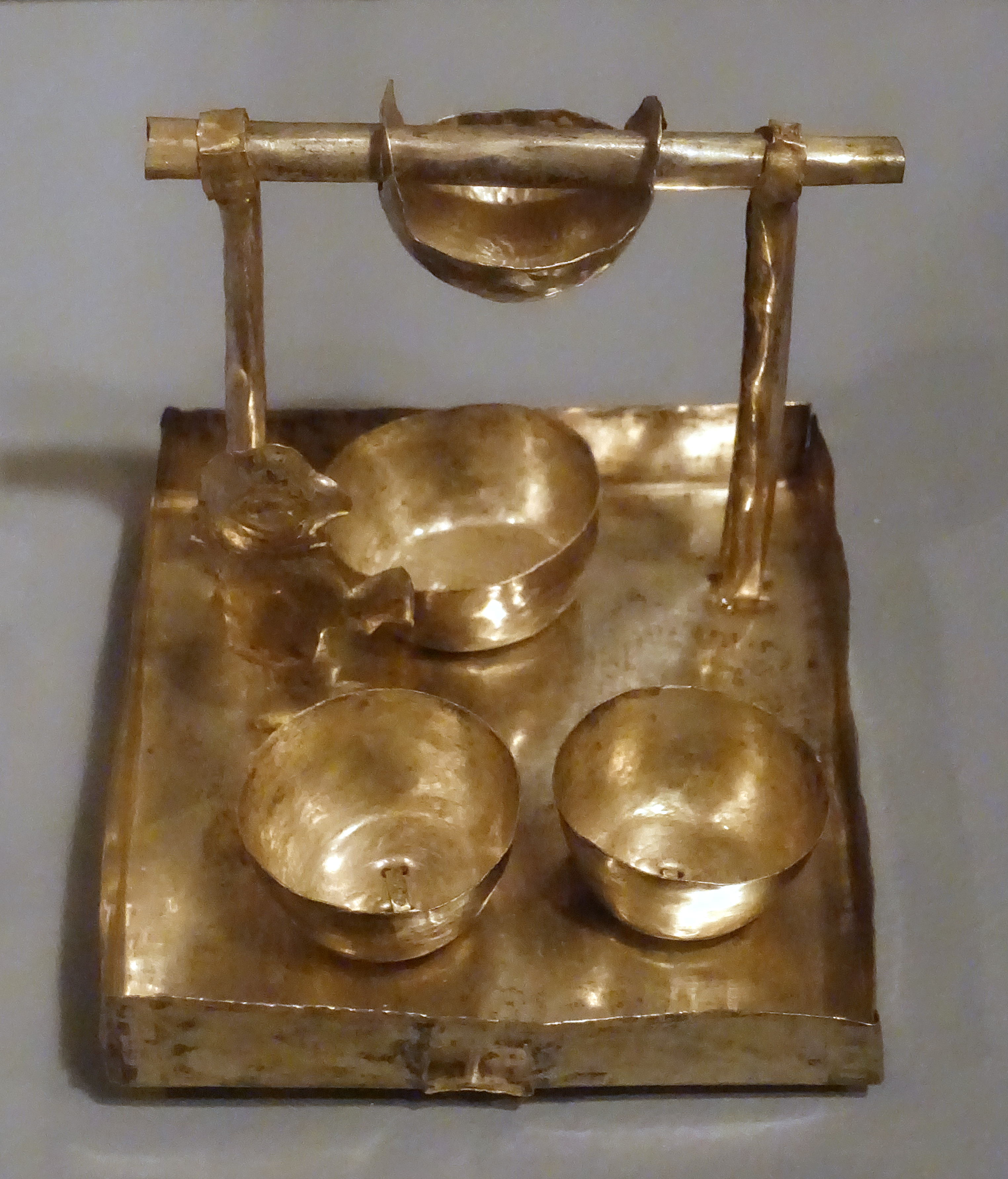
Model de safata per fer chicha (coure platejat)

Pel que fa a l'arquitectura, aquesta civilització destaca per la creació de grans nuclis urbans amb túmuls en forma de piràmide i edificis complexos. Estava organitzat per diferents tipus d'assentaments o ayllus i controlat per líders o curacas. Els nuclis urbans tenien construccions típiques amb finalitats cíviques i religioses que incloïen també palaus residencials. Aquests nuclis urbans eren força grans, potser a causa de la producció massiva de mercaderies.

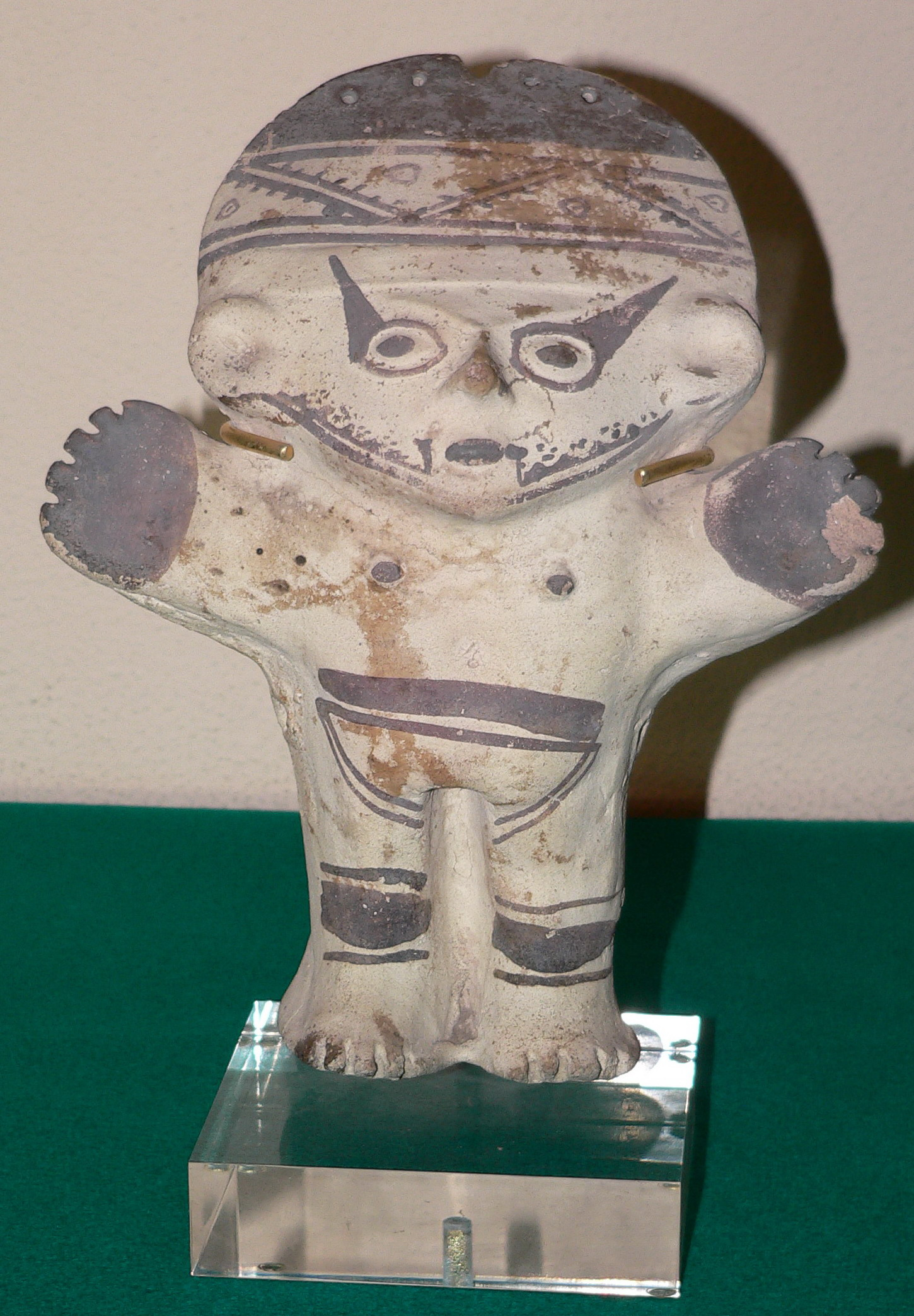
Ídol d'argila sòlida anomenat cuchimilco de la cultura Chancay.

La seva cultura estava marcada per l'estratificació social, present també a les petites ciutats.
Les construccions estaven fetes majoritàriament amb maons de tova, estaven organitzades en grups i també es dissenyaven de manera similar segons un patró específic. De vegades les construccions més destacades eren barrejades o combinades amb pedres. Els seus habitants s'assentaven en funció del seu comerç per poder massificar la producció de mercaderies.
L'accés a les piràmides es feia per rampes, és a dir, de dalt a baix. Les seves obres d'enginyeria hidràulica com els embassaments i els recs també van ser de gran notorietat.